# Macne series
Las series Macne  (Mac音シリーズ?)  son series de bancos de voz hechos para Reason4 y GarageBand, compañías dedicadas a la creación de software secuenciador de música para el sistema operativo Macintosh, lanzado por MI7 Japan mediante la distribución de Act2. Son vendidos mediante el uso de licencia Open source.

## Historia
La idea de sacar un banco de voz para Macintosh era conceptualizar la voz de la actriz japonesa Haruna Ikezawa en su columna regular (voz celestial), la voz de una princesa 天声姫語  Vox Reginae, Vox Dei (voz de princesa, voz en off de Dios), juego de palabras de Asahi Shimbun (artículo editorial 天声人語 Vox Populi, Vox Dei o voz de la gente, voz de Dios) publicado en la revista Mac Fan por Mainichi Communications. Era seguido por la historia de Hatsune Miku, una voz producida para el software Vocaloid, producido únicamente para Windows OS, pero no tiene conexión con el lanzamiento de VOCALOID. Las series Macne ganaron popularidad después de que se descubriera que se podían importar sus archivos de sonidos en el sintetizador de canto Utau. Macne series incluye Macne Petit, Coco Black y White, Nana, Papa, Sasayaki, etc.

## Lista de productos
- Nana Macne - cantante femenina, actuada por Haruna Ikezawa.
- Nana Macne Petit - cantante femenina, actuada por Haruna Ikezawa.
- Coco Macne (blanco) - cantante femenina madura, actuada por Kikuko Inoue.
- Coco Macne (black) - cantante femenina madura, actuada por Kikuko Inoue.
- Papa Macne - cantante masculino.
- Coco Macne (black) 2nd versión - cantante femenina madura, actuada por Kikuko Inoue, actualización de la versión anterior.
- Macne Sasayaki (Nana wispers) - cantante femenina susurrada, actuada por Kikuko Inoue.